# Social Blade
Social Blade (a veces escrito SocialBlade) es un sitio web que rastrea estadísticas y análisis de redes sociales. Social Blade rastrea más notablemente la plataforma de YouTube, pero también tiene información analítica sobre Twitch, Instagram, Twitter, Tiktok,  Facebook, Mixer, Dailymotion y DLive. Social Blade funciona como un tercero en las respectivas plataformas de redes sociales. Jason Urgo es el CEO de Social Blade.

## Historia
Jason Urgo, el CEO de Social Blade, lanzó el sitio web en febrero de 2008, para seguir estadísticas para el sitio web Digg. En 2010, el sitio web cambió para seguir estadísticas de Youtube. En octubre de 2012, Social Blade se convirtió en Sociedad de responsabilidad limitada -LLC-. En 2014, Social Blade lanzó servicios de consultoría y gestión de canales.
El 24 de octubre de 2018, Social Blade comenzó una transmisión en vivo popular para mostrar la diferencia de suscriptores entre T-Series y PewDiePie en una línea de competencia. A partir de abril de 2019 la transmisión tiene regularmente 900 espectadores y ha llevado a un gran aumento de su número de suscriptores.

## Recolección de datos y otras funciones
150px|thumb|Social Blade
En su página de Preguntas frecuentes (FAQ), Social Blade escribió que "para escalar mejor nuestro seguimiento para satisfacer las necesidades de millones de personas que usan Social Blade, extraemos datos de API pública de YouTube. Esto significa que estamos obteniendo la misma información que ves en las páginas públicas de los canales de YouTube, solo trabajamos para examinar esos datos a lo largo de varios días y agregarlos en un formato de visualización que sea útil para ti". Social Blade, un sitio web que contiene predicciones de suscriptores. Social Blade también proporciona actualizaciones de recuento de suscriptores en tiempo real. También se ha observado que Social Blade trabaja con creadores de contenido y YouTube red multicanal (MCN) para ayudar a los creadores a asociarse.

### Medios de comunicación
Los datos y análisis de Social Blade han sido citados por los principales medios de comunicación (como Money, NBC y HuffPost) y puntos de venta centrados también en la cultura de Internet (como Kotaku, Polígono y Tubefilter).